# Посольство Германии в Венгрии

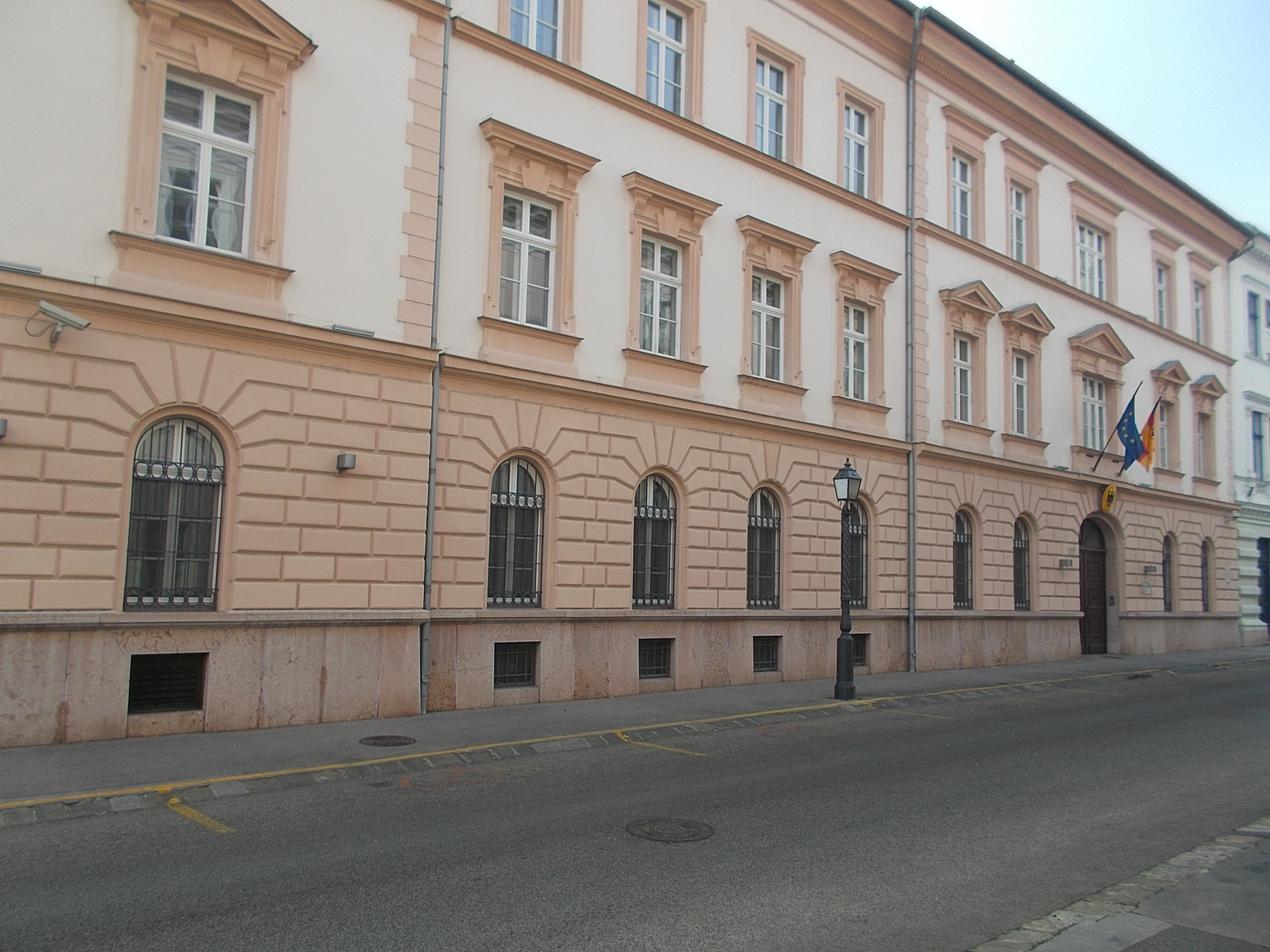
Здание посольства, 2017 год

Посольство Федеративной Республики Германии в Венгрии (нем. Deutsche Botschaft Budapest, венг. Németország budapesti nagykövetsége) — дипломатическое представительство Германии в Венгрии.

## Местоположение и здание
Здание посольства расположено в районе Варнедьед Будапешта. Адрес: Úri utca 64-66, 1014 Budapest I.
Министерство иностранных дел, расположенное на западном берегу Дуная, находится чуть менее чем в четверти часа езды от посольства. Аэропорт Будапешта находится в 24 км к востоку.
В этом здании с 1938 по 1945 год располагалось немецкое представительство. С 2001 года посольство Германии вновь размещается на Úri utca. После окончания Второй мировой войны, новообразованная ФРГ в качестве посольства использовала здание по адресу Nógrádi utca 8.
ГДР же в свою очередь переехала в здание бывшего прусского представительства по адресу Stefánia út 101. В 1968 году немецкий архитектор Хайнц Граффундер спроектировал новое здание посольства ГДР. После объединения Германии в 1990 году, здание посольства ГДР использовалось в качестве немецкого представительства до 2001 года.

## Миссия и организация
Посольство Германии в Венгрии уполномочено содействовать развитию германо-венгерских отношений, представлять интересы Германии перед правительством Венгрии и информировать федеральное правительство о событиях в Венгрии.
Посольство разделено на политическую, экономическую и культурно-образовательную секции. Существует штаб военных атташе, возглавляемый атташе по вопросам обороны в звании подполковника.
Отдел по правовым и консульским вопросам посольства предлагает гражданам Германии все консульские услуги и помощь в чрезвычайных ситуациях. Ежедневно до полуночи работает дежурная телефонная служба. Консульская зона посольства охватывает всю Венгрию. Визовый отдел выдает долгосрочные визы (> 90 дней) для граждан третьих стран, проживающих в Венгрии.

## История

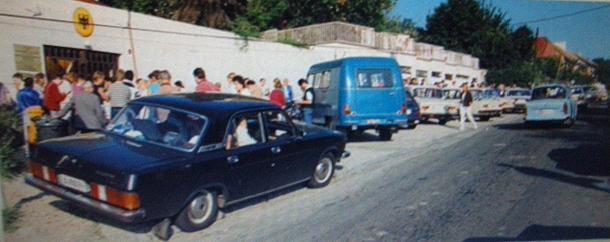
Беженцы из ГДР перед зданием посольства ФРГ в Будапеште, июль 1989

С момента основания Германской империи в 1871 году в Будапеште действовало генеральное консульство, которое 9 октября 1921 года было преобразовано в представительство, которое в свою очередь сохранялось до конца Второй мировой войны.
ФРГ открыла коммерческое представительство в Будапеште 15 июля 1964 года, которое было преобразовано в посольство 21 декабря 1973 года.
ГДР и тогдашняя Венгерская Народная Республика установили дипломатические отношения 19 октября 1949 года. Посольство было закрылось после объединения Германии в 1990 году.
Посольство Германии в Венгрии привлекло внимание СМИ, когда беженцы из ГДР нашли здесь убежище летом 1989 года, что в конечном итоге привело к их отъезду в ФРГ.